# Gracilinanus emiliae
Gracilinanus emiliae је врста сисара из породице опосума (Didelphidae) и истоименог реда (Didelphimorphia).

## Распрострањење
Ареал врсте покрива средњи број држава. 
Врста има станиште у Бразилу, Венецуели, Гвајани, Суринаму и Француској Гвајани.

## Станиште
Станиште врсте су шуме.

## Угроженост
Подаци о распрострањености ове врсте су недовољни.